# Pseudomniotype
Mniotype là một chi bướm đêm thuộc họ Noctuidae.